# Slakkenetende slangen
Slakkenetende slangen (Pareas) zijn een geslacht van slangen uit de familie Pareidae. De groep werd lange tijd tot de familie toornslangachtigen gerekend, zoals in veel literatuur wordt vermeld.
Er zijn twintig soorten, die leven in vochtige bossen in delen van Azië, voornamelijk China en delen van zuidoostelijk Azië. Alle soorten komen voor in vochtige gebieden, waar hun belangrijkste prooien leven. Slakkenetende slangen danken hun naam aan het feit dat ze vrijwel uitsluitend van slakken leven, en dan voornamelijk huisjesslakken.
Slakkenetende slangen blijven relatief klein en bereiken een totale lichaamslengte van ongeveer een halve meter tot 75 cm. Alle soorten hebben een dun lichaam en een duidelijk te onderscheiden kop. De slangen zijn niet giftig en kunnen ook niet bijten, alle soorten staan bekend als zeer schuw en zijn ongevaarlijk voor de mens.

## Naamgeving
De slakkenetende slangen danken hun Nederlandstalige naam aan het menu dat voornamelijk bestaat uit slakken. De verschillende soorten zijn vernoemd naar uiteenlopende onderscheidende kenmerken. Een voorbeeld is Pareas chinensis, die vernoemd is naar het verspreidingsgebied en zoals de naam al doet vermoeden alleen voorkomt in China. Andere soorten hebben een wetenschappelijke soortnaam die verwijst naar de uiterlijke kenmerken, zoals Pareas carinatus. Carinatus betekent 'gekield' en verwijst naar de kleine kieltjes op de schubben. Bij een aantal soorten verwijst de soortnaam een naar een bioloog, zoals de soort Pareas boulengeri. De wetenschappelijke naam van deze slakkenetende slang is een eerbetoon aan de Belgisch-Britse zoöloog George Albert Boulenger.

## Verspreiding en habitat

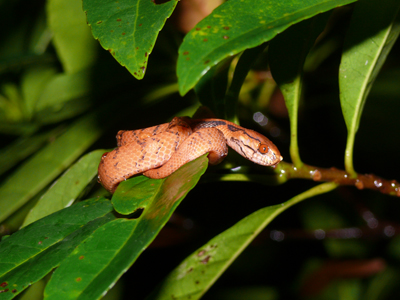
Pareas iwasakii in de natuurlijke habitat in Japan.

Slakkenetende slangen komen voor in delen van Azië, vooral in de zuidelijke delen van China en verder in delen van zuidoostelijk Azië. Van de elf soorten komen er negen voor in China, waarvan er vier endemisch zijn in het land. De verschillende soorten komen verder voor in Cambodja, Indonesië, Laos, Maleisië, Myanmar, Thailand en Vietnam. Ook op de Japanse Riukiu-eilanden komt een soort voor, deze eilandengroep is gelegen ten noordoosten van Taiwan.
Vanwege het grote verspreidingsgebied van de verschillende soorten binnen Azië komen de slangen in uiteenlopende biotopen voor. Van de soort Pareas margaritophorus is bekend dat het dier voorkomt van laaglandbossen tot bergbossen op een hoogte van 1500 meter boven zeeniveau. Deze soort bewoont de bosbodem en lagere struiken. Pareas haptoni is een echte bergbewoner die voornamelijk in hooggelegen gebieden voorkomt.
De soort Pareas margaritophorus leeft in habitats als kreupelhout, loofbossen en ook in door de mens aangepaste gebieden zoals tuinen en akkers. Ook plantages zijn een geschikt leefgebied.

## Uiterlijke kenmerken

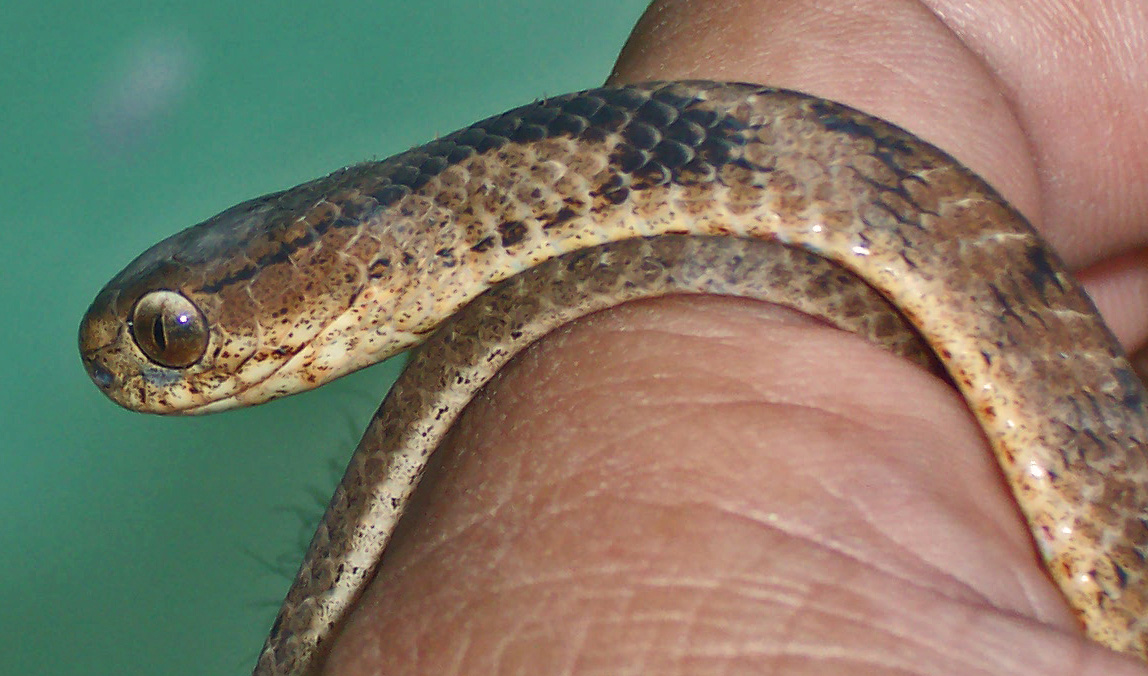
Alle soorten zijn nachtactief en hebben een verticale pupil, afgebeeld is Pareas carinatus.

Slakkenetende slangen hebben een duidelijk van het lichaam te onderscheiden kop, de ogen vallen op door hun grootte. Het lichaam is dun en langwerpig van vorm. De meeste soorten worden niet erg lang en bereiken een lichaamslengte van ongeveer 30 centimeter tot 75 cm.

### Kop
De kop is bij alle soorten opvallend stomp en breed van vorm, naar het einde van de snuit wordt de kop smaller. De ogen zijn opzienwekkend, ze zijn relatief erg groot en hebben vaak een afwijkende kleur ten opzichte van de kleur van de kop zelf. De soort Pareas iwasakii bijvoorbeeld heeft een bruine lichaamskleur en oranjerode ogen. De ogen hebben altijd een verticale pupil, die er overdag uitziet als een spleetje. Alleen als de slangen 's nachts foerageren is de pupil breder tot bijna rond.
De slangen hebben zich zo sterk aangepast op het eten van slakken dat de schedel verschillende aanpassingen heeft ondergaan. De onderste kaken hebben bijvoorbeeld een extra scharnierpunt. Slakkenetende slangen hebben een kenmerkende schedel die asymmetrisch is, dit in tegenstelling tot vrijwel alle groepen van slangen. De tanden wijzen ook niet achterwaarts, maar naar het midden van de bek. Aan de achterzijde van de bovenkaak zijn geen tanden aanwezig zoals bij veel andere slangen het geval is. Het aantal tanden in de rechterkaak is groter dan het aantal in de linkerkaak. De tanden in de rechterkaak zijn bovendien iets langer en breder. Uit een onderzoek waarbij 28 exemplaren van de soort Pareas iwasakii werden onderzocht, bleek dat de dieren gemiddeld 17,5 tanden in de linkerkaak bezaten en 24,9 in de rechterkaak. Deze verschillen openbaren zich niet op latere leeftijd, bijvoorbeeld na de volwassenheid, maar zijn al bij de ongeboren juvenielen te zien.

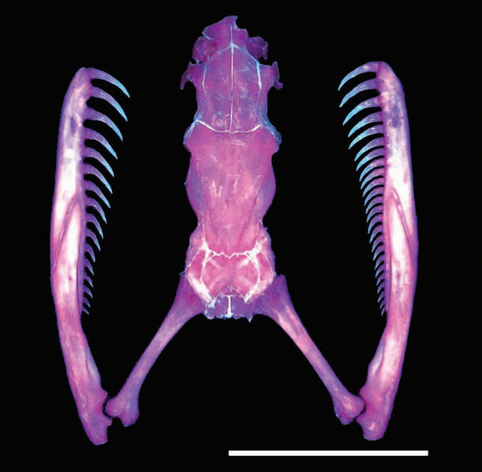
Schedel van de soort Pareas iwasakii.

Als een slak wordt gebeten door een slang trekt deze zich instinctief terug in zijn huisje waarbij de slang zijn bovenkaak gebruikt om zich aan het huisje te ankeren. Hierdoor kan de slak zich niet helemaal in zijn huisje terugtrekken. Hierbij worden de tanden aan de bovenkaak naar binnen geklapt. De onderkaak van de slangen kan onafhankelijk bewegen ten opzichte van de bovenkaak, zodat de onderkaak in het slakkenhuis kan worden gestoken. Hier wordt de slak vast gespietst aan de tanden in de onderkaak en wordt vervolgens zijn huisje uitgetrokken. De slak zal hierbij slijm aanmaken en wordt in de bek geankerd door de naar binnen gekromde tanden van de slang.
De onderzijde van de kop is daarnaast steviger in vergelijking met andere slangen. De meeste slangen hebben een zogenaamde mentale groef, dit is een huidplooi tussen de schubben aan de onderzijde van de keel. Deze dient om de beide zijden van de onderkaak uit elkaar te brengen, zodat de mondopening zeer sterk kan worden vergroot bij het eten van grote prooien. Bij de slakkenetende slangen uit het geslacht Pareas echter ontbreekt een dergelijke plooi. De schubben aan de onderzijde van de keel zijn gefuseerd, ze zijn relatief groot en bijna vierkant van vorm. Aan het ontbreken van deze mentale groef zijn de slakkenetende slangen gemakkelijk te onderscheiden van alle andere Aziatische soorten.
Bij de verwante slakkenetende slangen uit het geslacht Sibynomorphus is er wel een mentale groef aanwezig en zijn de kaken nauwelijks anders dan die van andere ringslangachtigen. Bij de meer gespecialiseerde soorten uit het geslacht Dipsas zijn de schubben aan de keel eveneens gefuseerd waardoor de onderzijde van de kaak steviger is.

### Lichaam en staart

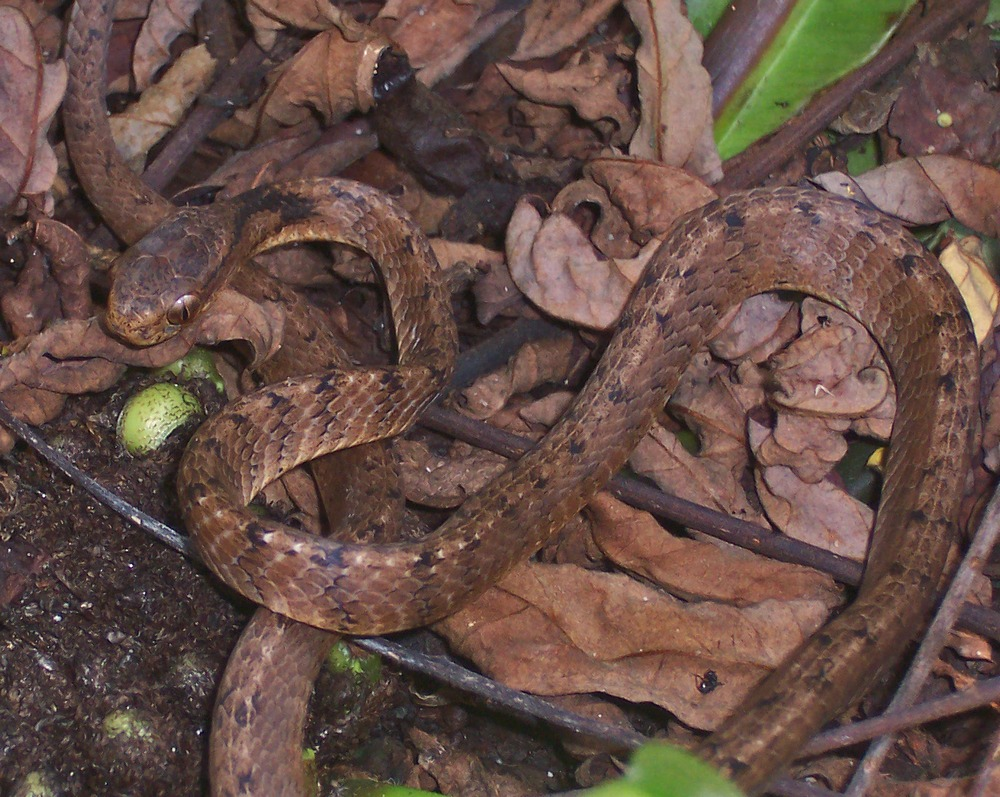
Pareas carinatus in de natuurlijke habitat op Java, Indonesië.

De lichaamsvorm hangt samen met de levenswijze. Sommige soorten zijn arboreaal en leven in bomen en hogere struiken, een voorbeeld is de soort Pareas hamptoni. Dergelijke soorten hebben een slanker lichaam een langere staart in vergelijking met bodembewoners. Een dergelijke lichaamsvorm is handig om zich van boom tot boom te bewegen. Soorten die terrestrisch zijn en op de bodem leven hebben daarentegen een dikker en meer gedrongen lichaamsbouw.
Alle soorten hebben een opvallende opstaande kiel over het midden van de rug, die wordt veroorzaakt door de wervels van de ruggengraat. De slangen hebben hierdoor een bijna driehoekige lichaamsdoorsnede.
Het lichaam is bedekt met schubben, de schubben aan de rugzijde zijn in rijen naast elkaar gelegen en worden de dorsale schubben genoemd. De schubben aan de buikzijde bestaan uit een enkele rij verbrede buikschubben die de ventrale schubben worden genoemd. Het aantal rijen rugschubben is bij de meeste soorten 15, bij veel soorten zijn de middelste rijen rugschubben voorzien van lichte kieltjes. Bij de soort Pareas stanleyi zijn alle rijen rugschubben van dergelijke kieltjes voorzien, behalve de buitenste rij aan iedere zijde. Bij de soort Pareas macularius zijn alleen de middelste zeven rijen gekield.
Het aantal rijen schubben aan de buikzijde is meer variabel per soort. Het aantal kan per soort weliswaar variëren maar als de aantallen van verschillende soorten elkaar niet overlappen kunnen deze aan de hand van de ventrale schubben toch uit elkaar worden gehouden. Een voorbeeld is de soort Pareas formosensis, die 170 tot 186 buikschubben heeft, de soort Pareas iwasakii bezit er 188 tot 199. De soorten Pareas monticola en Pareas boulengeri zijn uit elkaar te houden doordat de eerste soort meer dan 190 buikschubben heeft en de laatste heeft er juist altijd minder.
De staart is het deel van het lichaam achter de cloaca. Aan de bovenzijde is dit moeilijk te zien, aan de onderzijde echter is de cloaca goed zichtbaar. De schubben aan de onderzijde van de staart worden de subcaudale schubben genoemd. De slakkenetende slangen hebben ongeveer 70 schubbenrijen aan de onderzijde van de staart.

## Levenswijze
Alle soorten zijn nachtactief en zijn met name te vinden als het motregent. Het is dan vochtig en koel en de belangrijkste prooien -slakken- zijn dan het actiefst. Overdag verstoppen de dieren zich onder objecten zoals stenen en houtblokken. Exemplaren die in plantages leven houden zich vaak schuil onder palmbladeren.
De meeste soorten zijn bodembewonend, maar er zijn ook soorten die in bomen leven. Deze laatsten jagen voornamelijk op slakken die veel in bomen en struiken kruipen.

### Voedsel

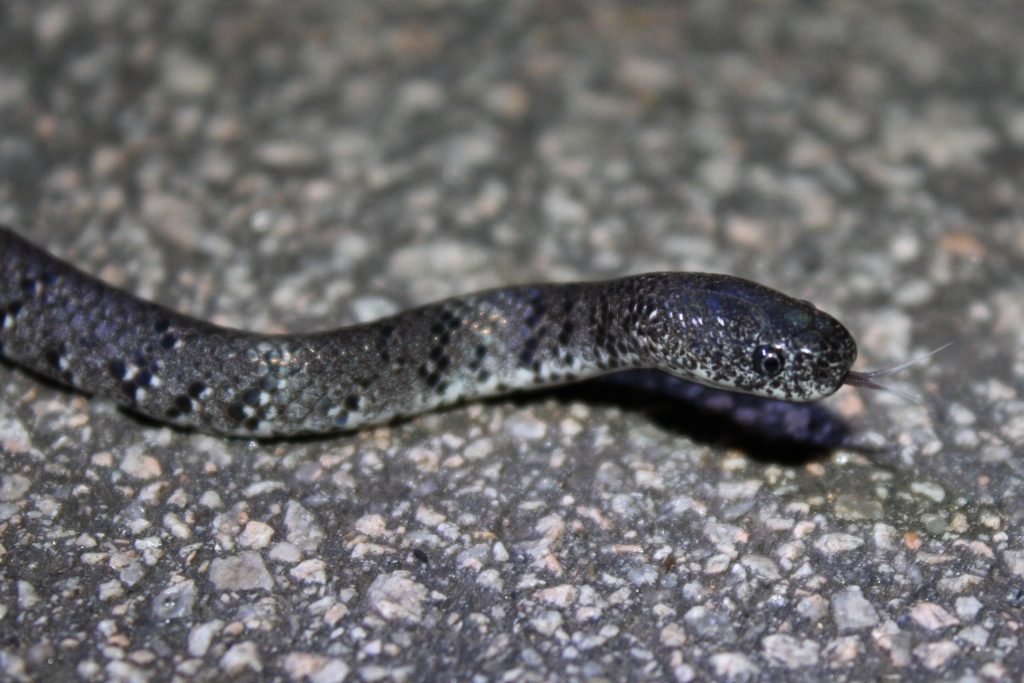
De slangen sporen het slijmspoor van hun prooi op door de tong uit te steken en zo te ruiken (tongelen).

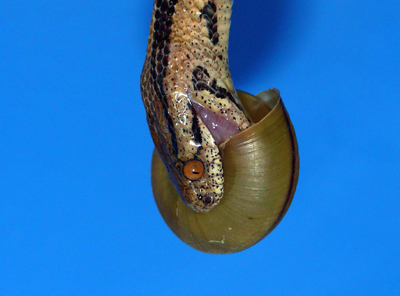
De Japanse soort Pareas iwasakii eet een slak.

Alle soorten leven voornamelijk of zelfs uitsluitend van slakken, zowel naaktslakken als huisjesslakken worden gegeten. Ook andere zachte prooidieren zoals regenwormen worden wel gegeten. De slangen zijn echter voornamelijk gespecialiseerd in het eten van huisjesslakken, dus slakken die een kalkhoudend 'huisje' ontwikkelen waarin ze zich kunnen terugtrekken bij gevaar. Van veel slakkenetende slangen is bekend dat ze naaktslakken liever mijden omdat deze meer slijm kunnen aanmaken als ze worden aangevallen. Door de grote hoeveelheden slijm kunnen de neusgaten van de slang verstopt raken. Het slijm van de slakken wordt door de slangen gebruikt om deze op te sporen; de slang volgt het slijmspoor dat door de slak op de ondergrond wordt afgegeven.
De slangen hebben geen kaken die krachtig genoeg zijn om het huisje te kraken. Ze hebben daarom verschillende aanpassingen aan de schedel om de slak uit zijn huisje te trekken en zo buit te maken. De slang valt een slak aan als deze zich deels met het lichaam buiten het slakkenhuis bevindt.
De aangepaste schedel is zeer geschikt om huisjesslakken uit hun huis te trekken om deze buit te kunnen maken. De rechterkaak van de slakkenetende slangen heeft meer tanden die bovendien iets langer en breder zijn. De kaken zijn aangepast op slakken die een zogenaamd rechtsgewonden huisje hebben. Dit betekent dat in een verticale doorsnede met de top naar boven en de opening van het huisje naar de waarnemer, de opening aan de rechterkant geplaatst is. De meeste soorten huisjesslakken hebben een rechtsgewonden huisje. Er komen echter ook slakken voor die een zogenaamd linksgewonden huisje hebben en waarbij de opening aan de linkerkant van de verticale lichaamsas is gepositioneerd.
Soms zijn alle exemplaren van een slakkensoort linksgewonden, ook komt het voor dat slechts af en toe een linksgewonden individu voorkomt bij een voornamelijk rechtsgewonden slakkensoort. Dergelijke 'omgekeerde' slakken komen normaal gesproken zeer zelden voor omdat ze zich door de afwijkende lichaamsbouw moeilijker kunnen voortplanten met normale soortgenoten.
De slakkenetende slangen hebben beduidend meer moeite om een slak met een linksom gewonden huisje buit te maken vanwege de dan juist ongunstige aanpassingen van de kaak. Uit onderzoek blijkt dat de slang vaak faalt om een linksgewonden buit te maken en als het lukt heeft de slang meer tijd nodig om het weekdier uit zijn huisje te krijgen in vergelijking met een rechtsgewonden prooi.
In gebieden waar de slakkenetende slangen veel voorkomen maken slakken met een linksom gewonden huisje hierdoor een grotere kans om te overleven en zijn algemener.

### Vijanden en verdediging
Vijanden van de slang zijn onder andere roofvogels en andere slangen. Onder andere enkele koraalslangen eten slakkenetende slangen, zoals de soort Sinomicrurus macclellandi. Deze slang jaagt voornamelijk op andere slangen die vervolgens in één keer worden doorgeslikt.
Slakkenetende slangen hebben geen giftanden of -klieren en zijn niet dus giftig. Alle soorten hebben wel relatief grote tanden maar de slangen kunnen hun bek niet opensperren om te bijten. Alle soorten zijn te beschouwen als volkomen ongevaarlijk voor de mens. Bij het opmerken van gevaar vluchten de dieren weg en als ze worden belaagd rollen de dieren zich op tot een bal. Van geen enkele soort is enige vorm van actieve verdediging bekend. De soort Pareas margaritophorus verdedigt zich zelfs niet als het opgerolde lichaam wordt omgedraaid.

### Voortplanting en ontwikkeling
Alle soorten zijn eierleggend, de eieren worden afgezet op de bodem in het substraat. Vrouwtjes zetten relatief kleine legsels af van ongeveer twee tot vier eieren. De eieren zijn langwerpig van vorm en hebben een stevige, kalkachtige schaal. Uit de eieren kruipen juvenielen die al sterk lijken op de ouderdieren. Ze jagen reeds uit het ei op slakken, die ze op dezelfde manier buitmaken als de volwassen exemplaren.
Bij veel slangen die een gespecialiseerd dieet hebben zijn de jonge dieren nog generalisten en schakelen ze pas later over op de prooidieren die de volwassen slangen eten. Van de slakkenetende slangen echter is bekend dat die juvenielen zodra ze uit het ei kruipen al in staat zijn om slakken te eten.
Over de ontwikkeling van de jongen is verder nog weinig bekend.

## Naam en indeling

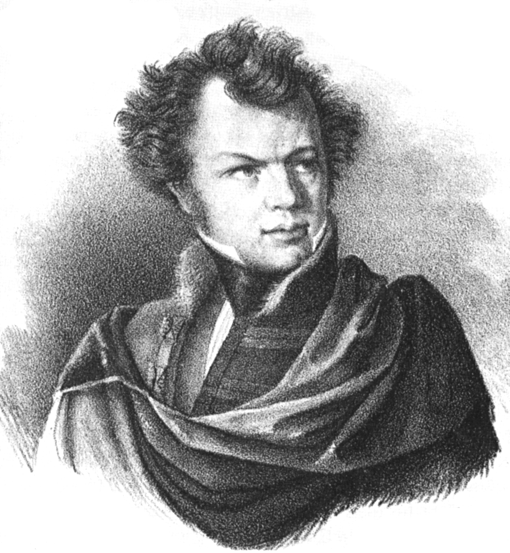
Johann Georg Wagler beschreef de groep van slangen in 1830.

Het geslacht van de slakkenetende slangen, Pareas, werd voor het eerst wetenschappelijk beschreven door de Duitse bioloog Johann Georg Wagler in 1830. De groep behoorde lange tijd tot de familie toornslangachtigen (Colubridae). Samen met andere geslachten van slangen die slakken eten maar een wat afwijkende bouw hebben werden de slangen later ingedeeld bij de onderfamilie Pareatinae. Op basis van duidelijke verschillen in de lichaamsbouw, met name die van de schedel, worden de slangen tegenwoordig tot een aparte familie gerekend; Pareidae. Andere geslachten die tot de familie behoren zijn Aplopeltura, met als enige soort Aplopeltura boa, en het geslacht Asthenodipsas, dat vijf soorten telt.
Er zijn twintig soorten, waaronder de soorten Pareas geminatus, Pareas menglaensis en Pareas mengziensis, die allen pas in 2020 voor het eerst wetenschappelijk zijn beschreven. In veel literatuur wordt daarom een lager soortenaantal vermeld. Het geslacht Pareas is parafyletisch, de verschillende soorten stammen niet van dezelfde voorouder af. Ze lijken op elkaar maar de verscheidene soorten zijn niet als sterk verwant te zien zoals is gebleken door onderzoek aan de genen van de slangen. In 2011 werd een onderzoek gepubliceerd waaruit bleek dat de soorten Pareas carinatus en Pareas nuchalis zich als soort hebben afgesplitst van de genetische stam van de andere soorten. Bioloog Raymond Hoser stelde voor om de overige negen soorten in een apart geslacht te plaatsen; Katrinahoserserpenea. Dit geslacht noemde hij naar zijn moeder; Katrina Hoser. Het geslacht wordt echter niet algemeen erkend.
Het aantal soorten is in het verleden regelmatig veranderd. Dit komt niet alleen omdat een aantal soorten pas recentelijk bekend is, ook zijn enkele
soorten afgesplitst van anderen. Een voorbeeld is de soort Pareas chinensis uit China, die lange tijd als een ondersoort van Pareas monticola werd gezien, maar later als een aparte soort werd erkend. Ook werd de populatie op de eilanden van Hongkong tot de soort Pareas hamptoni gerekend. Tegenwoordig gaan er stemmen op om deze situatie terug te draaien en Pareas chinensis weer als een ondersoort te classificeren.

### Soorten
In de onderstaande tabel is een lijst weergegeven van alle soorten die behoren tot het geslacht Pareas, inclusief de oorspronkelijke auteur en het verspreidingsgebied. De gegevens betreffende de uiterlijke kenmerken zijn afkomstig van verschillende bronnen.
| Soorten uit het geslacht Pareas | Soorten uit het geslacht Pareas                         | Soorten uit het geslacht Pareas                                          | Soorten uit het geslacht Pareas |
| ------------------------------- | ------------------------------------------------------- | ------------------------------------------------------------------------ | --- |
| Naam                            | Auteur                                                  | Verspreiding                                                             | Kenmerken |
| Pareas andersonii               | Boulenger, 1888                                         | India, Myanmar, China                                                    | Wordt pas sinsds 2020 beschouwd als een aparte soort, en niet als een exemplaar van de soort Pareas margaritophorus |
| Pareas atayal                   | You, Poyarkov & Lin, 2015                               | Taiwan                                                                   | Er zijn 15 rijen schubben op het midden van de rug, 174 tot 188 buikschubben en 71 tot 77 gepaarde caudaalschubben. |
| Pareas boulengeri               | Angel, (1920)                                           | China                                                                    | Minder dan 190 ventrale schubben, minder dan 77 subcaudale schubben. |
| Pareas carinatus                | Boie, (1828)                                            | Cambodja, China, Indonesië, Laos, Maleisië, Myanmar, Thailand en Vietnam | Tot 65 centimeter, oranjerode ogen. Een prefrontale schub op de kop ontbreekt. |
| Pareas chinensis                | Barbour, (DAT)                                          | China                                                                    | Lichtbruine rug met donkerbruine tot zwarte, smalle dwarsstrepen die echter niet de gehele breedte dekken. Lichaamslengte tot 68 centimeter. Bruine tot rode oogkleur, schubben aan de rug zijn glad, aan de buikzijde gekield, de buikschubben zijn geelachtig en hebben zeer onregelmatige, kleine zwarte vlekjes. |
| Pareas formosensis              | Van Denburgh, (1909)                                    | Taiwan                                                                   | 170 tot 186 buikschubben. |
| Pareas geminatus                | Ding, Chen, Suwannapoom, Nguyen, Pogarkov & Vogel, 2020 | China, Thailand, Laos                                                    | Werd voor het eerst wetenschappelijk beschreven in 2020. |
| Pareas hamptoni                 | Boulenger, (1905)                                       | China, Laos, Myanmar, Thailand en Vietnam                                | Lichaamslengte tot 60 centimeter. Kleur bruin, met donkere dwarsstrepen op de rugzijde. |
| Pareas iwasakii                 | Maki, (1937)                                            | Japan                                                                    | Bruine kleur met donkere vlekken. Aantal buikschubben varieert van 188 tot 199. |
| Pareas komaii                   | Maki, 1931                                              | Taiwan                                                                   | Werd door You, Poyarkov Jr & Lin als aparte soort beschouwd in 2015. |
| Pareas macularius               | Theobald, 1868                                          | Myanmar, Thailand, Laos, Vietnam, China, mogelijk in India en Bangladesh | Werd door Vogel, Nguyen, Poyarkov, Lalremsanga, Vanlalhrima & Biakzuala als aparte soort beschouwd. |
| Pareas margaritophorus          | Jan, (1866)                                             | Cambodja, China, Laos, Maleisië, Myanmar, Thailand en Vietnam            | Tot 47 centimeter. Gele halsband rond de nek, grijze kleur met hier en daar een donkere tot zwarte schub met witte delen. De donkere schubben kunnen een bandering vormen. |
| Pareas menglaensis              | Wang, Che, Liu, Ki, Jin, Jiang, Shi & Guo, 2020         | China                                                                    | Werd voor het eerst wetenschappelijk beschreven in 2020. |
| Pareas mengziensis              | Wang, Che, Liu, Ki, Jin, Jiang, Shi & Guo, 2020         | China                                                                    | Werd voor het eerst wetenschappelijk beschreven in 2020. |
| Pareas modestus                 | Theobald, 1868                                          | India, Myanmar                                                           | Werd door Vogel, Nguyen, Poyarkov, Lalremsanga, Vanlalhrima & Biakzuala als aparte soort beschouwd sinds 2020. |
| Pareas monticola                | Cantor, (1839)                                          | China, India en Vietnam                                                  | Lichaamskleur bruin met zwarte dwarsstrepen op de bovenzijde van de rug. Meer dan 190 buikschubben, donkere kruisachtige vlek op de kop. |
| Pareas nigriceps                | Guo & Deng, (2009)                                      | China                                                                    | Vrij kleine soort tot 52 centimeter, 175 buikschubben. Lichaamskleur bruin tot roodbruin. |
| Pareas nuchalis                 | Boulenger, (1900)                                       | Indonesië en Maleisië                                                    | Het holotype had een lichaamslengte van 49 cm, inclusief de 12,5 cm lange staart. De schubben zijn licht gekield. |
| Pareas stanleyi                 | Boulenger, (1914)                                       | China                                                                    | De rugschubben hebben kleine kieltjes, behalve de twee buitenste schubbenrijen. Lichaamskleur bruin, op de kop is een zwarte vlek aanwezig. |
| Pareas vindumi                  | Vogel, 2015                                             | Myanmar                                                                  | Van deze soort is slechts één enkel exemplaar bekend. |